# Герб острова принца Едварда
Герб острова принца Едварда був започаткований, коли щит і девіз були надані 1905 року за королівським ордером короля Едуарда VII .

## Історія
У главі щита золотий леопард Англії. У нижній частині зображено три саджанці дуба, що представляють три округи острова, під зрілим дубом, який спочатку представляв Велику Британію. До прийняття нинішнього герба дерева використовувались без лева як символ провінції.
Додатки до герба були надані 26 квітня 2002 року, а процес був завершений 13 грудня 2002 року, коли Правопочесна Адріенна Кларксон, генерал-губернатор Канади, оприлюднила клейнод, щитотримачів та базу, після чого було зформовано повну композицію для офіційного використування. Про це просив прем'єр-міністр острова Едуарда Пат Бінс, щоб відзначити 150-річчя відповідального уряду на острові.

## Символізм
Клейнод - це блакитна сойка, що тримає в дзьобі гілочку червоного дуба, що символізують острів. Корона символізує королівський суверенітет, і її використання в гербі - це честь, яку надає королева.
Щитотримачами є срібні лисиці, рідкісні тварини, корінні в регіоні; на острові принца Едуарда вдосконалено хутрове господарство, а острівне хутро срібної лисиці цінувалося. Лисиця також символізує прозорливість і дотепність. Для позначення інших галузей острова одна лисиця носить гірлянду з картопляних квітів, а інша - хустку із рибальської сітки.
База поєднує елементи на восьмиконечному зірковому символі Мікмака, що символізує сонце; композиція оточена трояндами Англії, ліліями Франції, чортополохами Шотландії та конюшиною Ірландії, а також квітками Cypripedioideae, квітковою емблемою острова.
Острів має девіз, Parva sub ingenti (маленький під захистом великого), беруться з Вергілієвих «Георгиків. Повна пропозиція:
... etiam Parnasia laurus parva sub ingenti matris se subicit umbra. '
... занадто маленька рослина під могутнім тінню матері висіває лаврове дерево Парнасу.
Це девіз острова з 1769 року.

## Опис
Щит був затверджений Королівським ордером 30 травня 1905 року, як:
У срібному полі на зеленому острові дуб і три дубові саджанці, у червоній главі золотий леопард.
У ордері також зазначено девіз Parva sub ingenti .
Композиція була доповнена проголошенням, записаним у Королівському віснику [Архівовано 20 липня 2017 у Wayback Machine.] PEI, 21 грудня 2002 р., так:
ШОЛОМ: срібно-червоний буралет;
КЛЕЙНОД: На зеленій горі синя сойка (Cyanocitta cristata), коронована королівською короною, що несе в дзьобі лист червоного дуба (Quercus rubra L.) з жолудем;
ЩИТОТРИМАЧІ: Дві чорні лисиці (Vulpes fulva) із стрібною кінцівкою хвоста, мають срібні комірці картопляних квітів та рибальської сітки, обидва на зеленій горі, на якій мікмакова синя зірка між квітами жіночих тапочок (Cypripedium acaule), червоними трояндами, чортополохами, трилисниками та білими ліліями.